# Dalibor Pauletić
Dalibor Pauletić (Pula, 27. listopada 1978.) je hrvatski nogometaš.
Karijeru je započeo u rodnom Pazinu igravši za NK Pazinku Pazin, 1998 prelazi u NK Rijeku, gdje biva posuđen NK Jadranu 1998/99. 1999 vraća se u NK Rijeku. 2001 prelazi u NK Istru iz koje 2003 prelazi u NK Uljanik Pula s kojim igra finale kupa Hrvatske. 2003.Preuzima kapetansku vrpcu te predvodi klub u ulasku u 1 .HNL .2004/05.  Nakon dobre prvoligaške sezone sezone 2004/05 prelazi u islandski KR Reykjavik.
Pauletić se vratio u NK Istru 1961 2007. godine, nakon što je dvije sezone igrao za islandski KR Reykjavik. Preuzima kapetansku vrpcu i ostaje u NK Istri 1961 do 2011 god. - kada prekida igračku karijeru .

## Vanjske poveznice
- HNL statistika
- Profil na stranici NK Istre 1961  Arhivirana inačica izvorne stranice od 14. lipnja 2009. (Wayback Machine)